# Серые волки
«Серые волки» — российский художественный фильм, политический детектив. История заговора с целью смещения Н. С. Хрущёва с поста 1-го секретаря ЦК КПСС.

Параллельно с исторической канвой в фильме развивается драматическая история офицера госбезопасности, пытавшегося раскрыть тайну заговора и предотвратить смещение Хрущёва.

## Сюжет

### Историческая часть
В Президиуме ЦК КПСС складывается заговор против фактического главы государства, 1-го секретаря ЦК КПСС Н. С. Хрущёва; организованный его инициаторами — секретарями ЦК Н. В. Подгорным, Л. И. Брежневым и А. Н. Шелепиным, который поддерживает председатель КГБ СССР В. Е. Семичастный; постепенно на сторону заговорщиков переходят и другие члены Президиума.

### Линия капитана Малькова
Охранник Н. Г. Игнатова, капитан КГБ Мальков, пытается предупредить Хрущёва о заговоре, но Хрущёв не верит, нечаянно выдаёт Малькова в разговоре с заговорщиками, и капитана Малькова по приказу Семичастного убивают.

### Линия капитана Сорокина
Капитан контрразведки КГБ Сорокин вскрывает коррупционные связи в ЦК КПСС, ведущие к самому Л. И. Брежневу. Ему пока неизвестно, что начальник управления генерал Кураев — человек Брежнева. Чтобы замять дело, Кураев приказывает убить Сорокина. Сорокину удаётся скрыться, и он продолжает расследование самостоятельно. С помощью подслушивающих устройств ему удаётся собрать неопровержимые доказательства существования заговора и причастности к нему Брежнева. Сорокин отрывается от слежки агентов КГБ и отправляется в Пицунду, где в это время отдыхает Хрущёв. Чувствуя опасность, Сорокин передаёт запись разговора Брежнева своей возлюбленной — Марине. Боевые пловцы КГБ убивают Сорокина на глазах Марины. Марина уходит от погони и успевает передать кассету начальнику охраны Хрущёва полковнику КГБ Н. Т. Литовченко. Вскоре Марину обнаруживают агенты КГБ, работающие на Семичастного, и убивают её.

В сюжетной линии Сорокина присутствует профессор Лопатин, бывший узник ГУЛАГа, пытающийся предупредить Хрущёва о ненадёжности его окружения и призывающий главу КПСС к решительной чистке номенклатуры. В образе Лопатина показан старый большевик и личный знакомый семьи Хрущёвых — А. В. Снегов.

### Линия Микояна
Получив неопровержимые доказательства заговора, Хрущёв пытается организовать отпор заговорщикам, опираясь на войска Киевского военного округа, командующий которым генерал П. К. Кошевой — его старый товарищ. Однако после откровенного разговора с Микояном решает вернуться в Москву на внеочередной пленум ЦК КПСС.

## История создания
В написании сценария фильма принимал участие Сергей Хрущёв, сын Н. С. Хрущёва. Используемые в фильме диалоги извлечены из архивов КГБ.

## Мнения
- Один из основных организаторов заговора В. Е. Семичастный высказал о фильме следующее мнение[1]:

Фильм — ерунда. Кроме этой истории [с бывшим охранником Игнатова], в «Серых волках» всё враньё. Никакой серьёзной интриги в нашем заговоре не было. Рутина.

[…]

[охранник Игнатова] действительно ускорил события. …К осени 64-го о заговоре трепали везде. Полностью забыли о конспирации и сами участники заговора. И товарищ Игнатов у себя на даче трепался по ВЧ-связи, забыв о всякой предосторожности. А его холуй, которого он оставил при себе, стоял у окна и слушал. И всё понял. Вначале он пытался выйти на Раду Никитичну, дочь Хрущёва. Но та посоветовала ему обратиться к Семичастному. Тогда он пришёл к Аджубею. Однако зять Хрущёва решил, что весь рассказ — провокация. И только когда он вышел на сына Хрущёва Сергея, тот отнёсся к его информации со всей серьёзностью. И рассказал отцу. На наше счастье, Хрущёв был настолько уверен в себе и в том, что он полностью владеет ситуацией в стране, что просто не поверил. А когда Сергей рассказал ему, что в заговоре участвуют Шелепин и Семичастный, то даже расхохотался: «Эти пацаны — и против меня! Бред какой-то!»

## В ролях

### Исторические лица
- Ролан Быков — Н. С. Хрущёв
- Александр Белявский — Л. И. Брежнев
- Лев Дуров — А. И. Микоян
- Богдан Ступка — В. Е. Семичастный
- Владимир Трошин — Н. В. Подгорный
- Евгений Жариков — А. Н. Шелепин
- Пётр Вельяминов — Н. Г. Игнатов
- Виктор Сергачёв — М. А. Суслов
- Юрий Стосков — Д. Ф. Устинов
- Александр Потапов — С. Н. Хрущёв
- Евгений Быкадоров — Р. Я. Малиновский
- Виктор Шуляковский — А. И. Аджубей
- Юрий Желудков — Н. Т. Литовченко
- Александр Чуйков — Г. И. Воробьёв

### Прочие роли
- Александр Мохов — Владимир Сорокин, капитан контрразведки КГБ
- Александра Захарова — Марина
- Геннадий Сайфулин — Виктор Васильевич Мальков, капитан КГБ
- Владимир Самойлов — генерал Анатолий Кураев
- Юрий Волков — профессор Лопатин
- Александр Кузьмичёв — полковник Глушко
- Никита Прозоровский — майор Сухов
- Нартай Бегалин — оперативник КГБ (эпизод погони)
- Мирча Соцки-Войническу (в титрах М. Соцки) — член ЦК КПСС Р. М. Машитов (вымышленный персонаж — возможно намёк на Рашидова)
- Александр Бескупский (в титрах А. Бискупский) — Анатолий, сотрудник КГБ
- Александр Боровиков — сотрудник КГБ
- Фёдор Смирнов — сотрудник КГБ

## Съёмочная группа
- Авторы сценария — Александр Лапшин, Игорь Гостев и Владимир Валуцкий
- Режиссёр — Игорь Гостев
- Оператор — Владимир Фридкин
- Художник — Евгений Черняев
- Композитор — Андрей Петров
- Государственный симфонический оркестр кинематографии
  - Дирижёр: Сергей Скрипка